# TT148

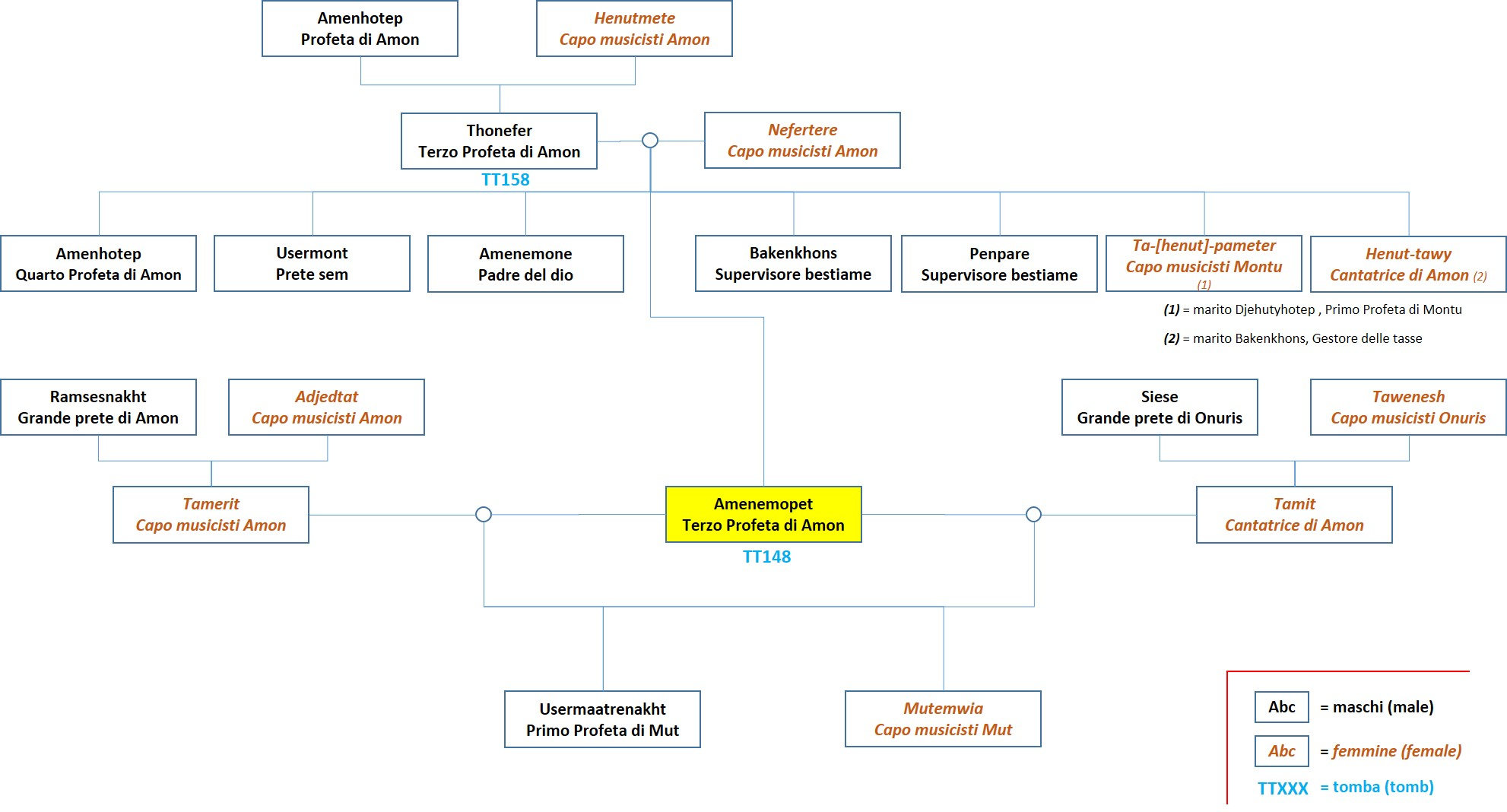
Albero genealogico di Amenemopet, titolare tomba TT148

TT148 (Theban Tomb 148) è la sigla che identifica una delle Tombe dei Nobili ubicate nell’area della cosiddetta Necropoli Tebana, sulla sponda occidentale del Nilo dinanzi alla città di Luxor, in Egitto. Destinata a sepolture di nobili e funzionari connessi alle case regnanti, specie del Nuovo Regno, l'area venne sfruttata, come necropoli, fin dall'Antico Regno e, successivamente, sino al periodo Saitico (con la XXVI dinastia) e Tolemaico.

## Titolare
TT148 era la tomba di:
| Titolare   | Titolo                | Necropoli       | Dinastia/Periodo                  | Note                                                                                     |
| ---------- | --------------------- | --------------- | --------------------------------- | ---------------------------------------------------------------------------------------- |
| Amenemopet | Terzo Profeta di Amon | Dra Abu el-Naga | XX dinastia (Ramses III-Ramses V) | in alto sulla collina principale, in area che guarda verso il Tempio funerario di Seti I |

## Biografia
Amenemopet, Terzo Profeta di Amon, il più grande dei Profeti di Ra in Tebe, Alto prete di Mut nell'Isheru era il titolare della Tomba TT148. Nonostante il suo nome risulti anche in altre localizzazioni, nel tempio di Karnak in un'iscrizione dell'anno III di Ramses IV, e nella tomba TT158 di suo padre, Thonefer, a sua volta Terzo Profeta di Amon e Primo Profeta di Mut, la TT148 resta la fonte primaria, ampia e dettagliata, di notizie sulla sua biografia.
Nefertere, Capo dei musicisti di Amon, fu sua madre, mentre Tamerit, a sua volta Capo dei musicisti, e Tamit, Cantatrice di Amon, furono le sue mogli. Amenhotep, Profeta di Amon, fu suo nonno e Henutmete, anch'essa Capo dei musicisti di Amon, fu sua nonna. Ramsesnakht, Grande prete di Amon fu il padre della moglie Tamerit e Adjedtat sua madre; Siese, Alto prete di Onuris in Thinis, fu il padre della moglie Tamit, e Tawenesh, Capo dei musicisti di Onuris, fu sua madre.
Usermaatrenakht, Primo Profeta di Mut in Karnak e Mutemwia, Capo dei musicisti di Mut, furono i suoi figli. Amenhotep, Quarto Profeta di Amon; Usermont, Prete sem nel tempio di Neb-maat-Ra (Amenhotep III); Amenemone, Padre del dio di Amon in Karnak; Bakenkhons, Supervisore del bestiame degli altari di Amon; Penpare, Padre del dio di Amon in Karnak, furono i suoi fratelli, mentre Ta-[henut]-pameter, Capo dei musicisti di Montu, e Henut-tawy, Cantatrice di Amon, furono sue sorelle. Suoi cognati, rispettivamente mariti di Te-[henut]-pameter e di Henut-tawy, furono Djehutyhotep , Primo Profeta di Montu e Bakenkhons, Gestore delle tasse e supervisore del bestiame nel dominio di Usermare-Meryamon (Ramses III).
Zii paterni furono Amenemope, Padre del dio e supervisore del bestiame degli altari di Amon, sposato con Sekhmet, Cantatrice di Amon in Karnak; Baketamon e Sheritre, Cantatrici di Amon furono sue zie paterne; Hutiay, Capo dei musicisti di Amon, moglie di To, [...] della dimora di [Usermare-Meryamon] nel dominio di Amon furono suoi zii paterni. Taynedjemet, Cantatrice di Amon, moglie di Nebsumenu, Maestro della scuderia della residenza e Amministratore dei domini di Amon, furono ancora suoi zii paterni mentre Amenmose, Padre del dio fu gestore delle tasse e Sindaco di Tebe.

## La tomba
I riferimenti testuali ricavabili dalla TT148, nonché lo stile dei dipinti parietali, lascia intendere che la sepoltura sia stata realizzata, o quanto meno ultimata, durante i regni dei faraoni Ramses III, Ramses IV e Ramses V della XX dinastia. La scarsa qualità della pietra e l'uso come abitazioni perpetrato dalle popolazioni locali per secoli, ha danneggiato pesantemente le pitture e i rilievi che, comunque, erano di ottima fattura. Il primo europeo a visitare TT148 fu Lord Belmore nel 1817, seguito nel 1825 da James Burton e da Ippolito Rosellini nel 1829. Un primo sommario delle iscrizioni risale al 1844 e ad Heinrich Abeken della spedizione di Karl Richard Lepsius, ma solo nel 1910-1911 venne apposta una porta in ferro, rilevata da Arthur Weigall e Alan Gardiner. La prima pubblicazione di un certo rilievo relativa alla TT148 risale al 1981.
TT148 si apre in un cortile; la facciata, scavata nella collina, è pesantemente danneggiata nella parte sinistra, attraversata peraltro da una profonda crepa, mentre la parte destra, a nord-est, è meglio conservata. Qui a circa 3,50 m dal suolo, si notano le tracce di quel che poteva verosimilmente essere l'appoggio per lastre che costituivano un porticato colonnato, il che viene confermato da una base circolare di colonna che si trova a circa 2,20 m dalla facciata. la tomba presenta, planimetricamente, la struttura a "T" rovesciata tipica delle sepolture del periodo; un breve corridoio, sulle cui pareti (1 in planimetria) sono intuibili resti di testo, dà accesso a una sala trasversale in cui (2) su due registri sovrapposti, sono visibili i resti di scene varie tra cui un prete sem è dinanzi a una divinità, mentre il defunto viene da Thot presentato a Osiride alla presenza di una dea con testa leonina che brandisce coltelli; sono inoltre rappresentate scene di banchetto in cui il defunto, come prete sem a sua volta offre al re Amenhotep I. Sul lato corto della sala (3) tre statue del defunto, della moglie e di un giovane figlio nonché resti di dipinti di portatori d'offerte; seguono, su tre registri (4), il defunto ricompensato da Ramses III, con testi che richiamano l'anno 27° di regno; il re è protetto da una dea Iside alata. Seguono su due registri sovrapposti (5) i resti di scene del defunto ancora premiato da un principe (o un re) assiso sotto un chiosco. Dall'altra parte del corridoio che immette nella sala perpendicolare (8), un uomo con elenchi di offerte e testi di adorazione per Osiride; una statua del defunto assiso si trova (7) sulla parete corta a est, seguita (6) da personaggi non identificabili seduti.
Un altro corridoio (9), sulle cui pareti il defunto e la moglie e i resti di inni ad Amon-Ra, adduce alla sala, perpendicolare alla precedente, sulle cui pareti sono visibili scene della processione funeraria con servi che recano cibi in ceste a Ra-Horakhti, Iside e Nephtys; segue (11) scene del defunto (?) seduto e (12) della Confessione negativa. Sul sarcofago, quasi al centro della sala (10), il dio Thot adora un babbuino, una divinità con testa di falco (forse Horus), e un'altra con testa di coccodrillo (forse Sobek); nuovamente Thot che adora una divinità con testa umana, Anubi e un montone (simbolo forse di Amon).
Un terzo corridoio, sulle cui pareti (13) scene di adorazione di Osiride con Iside e Nephtys, immette in una sala interna in prosecuzione della precedente; sulle pareti (14), su due registri, Sekhmet e una divinità con testa di falco, un serpente al centro (15) con il defunto a destra e Osiride e due file di divinità a sinistra. Sul fondo (16) tre statue con il defunto al centro e due donne ai lati; sui muri laterali, il defunto adora un dio con testa di falco, a sinistra, e Ra-Horakhty a destra.
Dalla camera longitudinale, un passaggio in discesa adduce all'appartamento sotterraneo che presenta numerose camere funerarie, non decorate, in cui si trovano due sarcofagi in arenaria e tre in granito. Le camere funerarie non vennero realizzate contestualmente allo scavo di TT148, ma a mano a mano che se ne rendeva necessario lo scavo per seppellire familiari del titolare. Il passaggio dalla sala longitudinale, verso ovest, è ampio circa 2 m² e scende per 31,65 m fino a raggiungere la camera funeraria principale in cui si apre l'accesso ad un'altra camera funeraria; lungo il corridoio si aprono 4 camere funerarie secondarie. Dal corridoio longitudinale, in direzione opposta al corridoio discendente di cui si è detto, si apre un altro corridoio discendente, che forse doveva essere l'inizio di altre sepolture, di circa 8 m di lunghezza e 1,90 m di altezza nel suo punto massimo.

### Annotazioni
1. ↑  La numerazione dei locali e delle pareti segue quella di Porter e Moss 1927, p. 256.
2. ↑  La prima numerazione delle tombe, dalla numero 1 alla 253, risale al 1913 con l’edizione del "Topographical Catalogue of the Private Tombs of Thebes" di Alan Gardiner e Arthur Weigall. Le tombe erano numerate in ordine di scoperta e non geografico; ugualmente in ordine cronologico di scoperta sono le tombe dalla 253 in poi.
3. ↑  I campi della Duat, ovvero l'aldilà egizio, si trovavano, secondo le credenze, proprio sulla riva occidentale del grande fiume.
4. ↑  Nella sua epoca di utilizzo, l'area era nota come "Quella di fronte al suo Signore" (con riferimento alla riva orientale, dove si trovavano le strutture dei Palazzi di residenza dei re e i templi dei principali dei) o, più semplicemente, "Occidente di Tebe".
5. ↑  le Tombe dei Nobili, benché raggruppate in un'unica area, sono di fatto distribuite su più necropoli distinte.
6. ↑  Le note, sovente di inquadramento topografico della tomba, sono tratte dal "Topographical Catalogue" di Gardiner e Weigall, ed. 1913 e fanno perciò riferimento alla situazione dell'epoca.
7. ↑  Isheru era il lago sacro,a forma di mezzaluna, che si trovava nel recinto templare di Mut.
8. ↑  Il "sem" era il prete, o l'erede, cui competeva la cerimonia di apertura della bocca per consentire al defunto di vivere pienamente della Duat.
9. ↑  Molte sono le crepe all'interno di TT148 al punto che, a causa di una di queste particolarmente ampia, è conosciuta in campo egittologico, anche come "tomba della crepa".
10. ↑  Fino a tempi molto recenti, alcune delle tombe vennero adibite ad abitazioni o a pertinenze di abitazioni, come stalle, cantine, depositi e magazzini. Tale impiego, protrattosi per millenni, come è intuibile, ha ulteriormente favorito il danneggiamento di già precarie rappresentazioni parietali o, in taluni casi, ha addirittura causato la perdita o la demolizione di pareti o colonne, o pilastri. I riferimenti di Gardiner e Weigall nel loro "Topographical Catalogue", ed. 1913, ad abitazioni private debbono perciò essere intese in tal senso e fanno riferimento, come è ovvio, agli anni in cui le rilevazioni ebbero luogo.
11. ↑  Somerset Lowry-Corry, II Conte di Belmore (1774-1841), nobile e politico irlandese.
12. ↑  Heinrich Abeken (1809-1872), teologo tedesco e consigliere della legazione prussiana presso il ministero degli esteri di Berlino.
13. ↑  14 x 12,90 m scavato nella roccia, in cui si aprono antiche crepe. All'ingresso del cortile si trovava un pilone costituito da due torri stimate in 3,45 m di larghezza e 2, 45 m di profondità; non nota l'altezza.
14. ↑  Larghezza massima 15,20 m; profondità 3,36 e altezza 3,70 m.
15. ↑  Un graffito, di Amonhirkhopeshef, figlio di Ramosi, si sovrappone al dipinto parietale.
16. ↑  Profonda 10,63 m, larga 2,85 e alta 3,00 m.
17. ↑  Animale simbolo proprio del dio Thot.
18. ↑  Appartamento sotterraneo:
  - camera numero 1, a circa 6 m dall'inizio del corridoio discendente, è larga 2,90 m, profonda 3,40 e alta 2,45 m;
  - camera numero 2, a 8,90 m dall'ingresso, larga 1,92, profonda 3,06 e alta 2,04 m;
  - camera numero 3, 1,89 di larghezza, 2,68 di profondità e 1,59 di altezza;
  - camera numero 4, 1,75 m di larghezza, 2,35 di profondità e 1,66 in altezza;
  - camera principale, l'ultima del corridoio discendente a circa 8 m di profondità rispetto all'ingresso del corridoio, di forma irregolare larga, mediamente, 3,60 m, profonda tra 3,50 e i 3,60 m, e alta 2,90 circa;
  - camera sussidiaria, larga 1,90 m, profonda 3,30 e alta 1,56.

### Fonti
1. ↑  Gardiner e Weigall 1913.
2. ↑  Donadoni 1999,  p. 115.
3. ↑  Gardiner e Weigall 1913, p. 30.
4. 1 2  Porter e Moss 1927,  p. 259.
5. ↑  Gardiner e Weigall 1913, pp. 30-31.
6. ↑  Ockinga 2009.
7. ↑  Gardiner e Weigall 1913,  pp. 24-25.
8. ↑  Gaballa 1981.
9. ↑  Porter e Moss 1927,  pp. 259-260.